# Kouri (Piéla)
Kouri est une localité situé dans ledépartement de Piéla de la province de la Gnagna dans la région Sirba au Burkina Faso. Kouri veut dire à côté de la Coline avec pour fondateur Odaino

## Géographie
Kouri – commune agropastorale à centres d'habitations dispersés – est située à 10 km au Sud-Est de Piéla sur la route nationale 18.

## Économie
L'économie de la commune est liée à l'agriculture et à l'élevage pratiqués grâce à l'importante retenue d'eau située en amont du barrage en remblai sur son territoire.

## Santé et éducation
Le centre de soins le plus proche de Kouri est le centre de santé et de promotion sociale (CSPS) de Piéla.